# ASFINAG
ASFINAG (nemško okrajšava za "Autobahnen- und Schnellstraßen-Finanzierungs-Aktiengesellschaft", kar je v prevodu "Delniška družba za financiranje avtocest in hitrih cest") je avstrijska družba v javni lasti, ki načrtuje, financira, gradi, vzdržuje in pobira cestnine za avstrijske avtoceste. ASFINAG je v celoti v lasti avstrijske vlade pod pristojnostjo Zveznega ministrstva za podnebne ukrepe, okolje, energijo, mobilnost, inovacije in tehnologijo (BMK).